# Сотники
Со́тники — село в Україні, у Корсунь-Шевченківській міській громаді Черкаського району Черкаської області. Населення — 515 осіб.

## Географія
Село Сотники розташоване за 79 км від обласного центру та  15 км від адміністративного центру Корсунь-Шевченківської міської громади. В селі бере початок річка Кам'янка та розташована однойменна залізнична станція.

## Історія
Перша письмова згадка про село Сотники відноситься до 1754 року, яке згадується у подимному переписі Київського воєводства під назвою Стольники Великі. Назва Сотники виникла під час люстрації Корсунського староства у 1765 році.
12 червня 2020 року село увійшло до складу Корсунь-Шевченківської міської громади.
19 липня 2020 року, в результаті адміністративно-територіальної реформи та ліквідації Корсунь-Шевченківського району, село увійшло до складу новоутвореного Черкаського району.